# Jayawant Bantwal
Jayawant Bantwal (* im 20. Jahrhundert) ist ein indischer Tablaspieler und Musikpädagoge.

## Leben
Jayawant Bantwal hatte ab dem fünften Lebensjahr Tabla- und Gesangsunterricht bei A. K. Kumar, einem Vertreter der Agra-Gharana und Schüler Khadim Hussain Khans. Später wurde Taranath Rao sein Lehrer. In den mehr als 20 Jahren seiner Ausbildung gewann er in Indien mehrere Tabla- und Gesangswettbewerbe. 1977 gründete er in den USA die Tansen Haridas Music Academy, deren Leiter er seither ist.
In mehr als 400 Konzerten in Indien und den USA trat er mit Musikern wie Jasraj, Salamat Ali Khan, Vilayat Khan, Shujat Khan, Vasant Rai, Vishwa Mohan Bhatt, Vijay Raghav Rau, Sabri Khan, Basavraj Rajguru, Rajan und Sajan Mishra, Lakshmi Shankar, Prabha Atre, A. T. Kanan, Malavika Kanan und Shruti Sadolikar auf. Konzerttourneen unternahm er u. a. mit C. R.Vyas und Lalith Rao. Selbst komponierte er eine Tala mit 15 Schlägen (Matra), die Taal Taranath genannt wird.